# Andrea Butenschön
Andrea Butenschön, född 11 september 1866 i Aspenäs, Lerums församling, Älvsborgs län, död 24 april 1948 i Dalarö församling, Stockholms län, var en svensk författare, dramatiker och översättare.

## Biografi
Butenschön var dotter till godsägaren Hans Berthold Butenschön och Henrietta Rawlinson. Redan som barn utvecklade Andrea Butenschön ett intresse för indisk kultur. Åren 1890–1891 företog hon en resa dit och inledde därefter sanskritstudier. År 1892 studerade hon språket i London, bland annat för den framstående orientalisten colonel Jacob. Hon mäktade dock inte med den engelska väderleken, varför hon lämnade landet. År 1893 återupptog hon studierna vid École des Hautes Études i Paris där hon kom att stanna i tre terminer. Hon var den första kvinna att studera ämnet vid detta universitet. I Paris träffade hon orientalisterna Sylvain Levy och James Darmesteter och blev genom dem introducerad i Société asiatique. Kroppslig och andlig överansträngning gjorde dock att Butenschön tvingades avbryta studierna i Paris i förtid. I stället bodde hon åren 1895–1896 i norska Holmenkollen där hon fortsatte sanskritstudierna på egen hand tillsammans med en annan sankritist, Lucy Peacock. Åren 1897–1898 studerade hon vid Kiels universitet för professorerna Oldenberg och Deussen.
Hon debuterade som författare 1894 med diktverket Taj Mahal, illustrerat av Julius Wengel. År 1909 debuterade hon som dramatiker med För länge sedan. Hon översatte även böcker från norska och sanskrit till svenska. Hon skrev även sakprosatexter i tidskrifter och översatte några av Walt Whitmans verk till svenska.

### Egna verk
- Taj Mahal: dikt. Stockholm: Norstedt. 1894. Libris 1621767. https://litteraturbanken.se/f%C3%B6rfattare/Butensch%C3%B6nA/titlar/TajMahal/sida/2/faksimil/?om-boken
- Tattaren och hans son. Stockholm: Nordin & Josephson. 1898. Libris 1662624

- Tattaren och hon. Kristiania: Det norske Aktieforl. 1898. Libris mw9cf6t3kf4x05p7. http://hdl.handle.net/2077/58620

- För länge sedan: skådespel i tre akter : (andra akten afdelad i två tablåer). Stockholm: Wahlström & Widstrand. 1909. Libris 1612410
- Jahānāra Begam: en indisk kejsardotter. Stockholm: Norstedt. 1927. Libris 1317994

### Översättningar
- Lochmann, F.; Butenschön Andrea (1890). Den nyare naturåskådningen. Stockholm: Norstedt. Libris 1624409
- Kâthaka-upanishad. Stockholm: Norstedt. 1902. Libris 1727270
- Tagore, Rabindranath; Butenschön Andrea (1913). Gitanjali (Sångoffer). Stockholm: Norstedts. Libris 14718603